# Vinzenz Lachner
Vinzenz (eller Vincenz) Lachner, född den 19 juli 1811 i Rain, död den 22 januari 1893 i Karlsruhe, var en tysk musiker. Han var bror till Franz och Ignaz Lachner. 
Lachner blev efter brodern Ignaz 1831 organist vid evangeliska kyrkan i Wien och efter brodern Franz 1836 kapellmästare i Mannheim, där han ända till sin pensionering, 1873, utvecklade betydande verksamhet som dirigent och lärare. 
Lachner blev 1884 lärare vid konservatoriet i Karlsruhe. Av hans kompositioner prisbelöntes flera. Uvertyrerna till Turandot, Demetrius med flera har ofta blivit utförda på konserter. Även hans manskvartetter har varit omtyckta.